# Svensk tiokronorssedel
Tiokronorssedeln var en svensk sedel, utgiven från 1874 till 1990. I samband med utgivandet av 10-kronorsmyntet 1991, slutade tiokronorssedlarna att lämnas ut. Enligt SFS 1997:104 förbjöds utgivning av tiokronorssedlar.

## Sedelhistorik
- 1874 års tiokronorssedel var den första svenska tiokronorssedeln. Den hade formatet 150 x 132 mm och pryddes av Stora riksvapnet i svart tryck på grönt bottentryck.[1]
- 1879 års tiokronorssedel hade formatet 121 x 70 mm, svart tryck på ljusblått bottentryck, samt nummer och årtal i rött. Den pryddes av lilla riksvapnet i båda övre hörnen.[1]
- 1892 års tiokronorssedel pryddes av en sittande Moder Svea med trekronorsköld och ett liggande lejon. Den hade svart tryck på svagt blått papper och formatet 121 x 70 mm.[1]
- 1941 års tiokronorssedel kom till för att försvåra för sedelförfalskare, vilkas tekniska skicklighet hade ökat betydligt under decennierna dessförinnan. Riksbanken hade i samband med det ny sedelsläppet fortfarande stora förråd av den gamla sedeln, vilket förlängde datum för introduktionen. För att ta fram den nya sedeln utlystes en tävlan mellan ett begränsat antal inbjudna konstnärer. Förslaget från fil. lic. Akke Kumlien belönades med första pris och antogs för utförande. Den nya sedeln kom inte längre att ha de ord som prytt den mer än femtioåriga föregångaren: "Sveriges Riksbank inlöser vid anfordran denna sedel å tio kronor med guldmynt enligt lagen om rikets mynt av den 30 maj 1873." Denna skyldighet hade redan varit upphävd i många år.

Den nya sedeln beskrevs officiellt av Riksbanken så här:
"På framsidan blir som de gamla sedlarna en ram. Överst i mitten inom denna finner man orden Sveriges Riksbank och på ömse sidor om mitten två medaljonger. I den vänstra medaljongen, från betraktaren sett, är ett porträtt av Gustav Vasa. Detta är liksom porträtt på de gamla sedlarna utfört efter Bincks tavla i Uppsala, men det är utfört på ett modernare sätt, och det har givetvis tillkommit efter den kända restaureringen av tavlan. Ytan inom den högra medaljongen har lämnats fri från tryck. Här finns istället ett vattenmärke, även det en Gustav Vasa-bild, synlig i genomsikt. Mitt på sedeln är valören angiven. Vid basen av sedeln finns en dekoration i form av ett vågformigt band. På denna står det texten "Tio Kronor Tio". I övrigt förekomma liksom på de gamla sedlarna årtals- och nummersiffror samt signaturer. Dessa siffror tryckes i rött i stället för som tidigare svart. Hela ytan av sedeln så när som på marginalerna är täckt med ett mönstertryck i flera färger, förtonande i varandra. Totalintrycket av sedelns färg konstitueras av det blå koppartrycket. Baksidan är på mitten dekorerad med lilla riksvapnet. På kortsidorna avgränsas ett marginalfält av en ornerad bård. Vapen och bårder ha samma färg som framsidans bildtryck, liksom även valörsiffrorna, som äro till finnandes diagonalt motställda i två hörn. För övrigt är ytan tryckt med ett mönster i blågrå ton så när som på ovannämnda marginaler. Man har bibehållit det gamla formatet, som är 70X121 mm. Det har i långt bruk visat sig utomordentligt väl motsvarande de praktiska kraven. Papperets färg blir fortfarande ljust blå."
- 1963 års tiokronorssedel var prydd med Gustav VI Adolf. Den blev ogiltig den 31 december 1998.[2] Redan 31 december 1987 upphörde dock alla svenska tiokronorssedlar tryckta före 1963 att vara giltiga betalningsmedel.[1]
- 1968 års tiokronorssedel utgavs som samlarsedel i samband med riksbankens 300-årsjubileum. Den förekom i cirkulation, det vill säga användes som vanligt betalningsmedel med värdet just tio kronor fram till 31 december 1987. Samlarsedelen blev alltså för lättillgänglig för att få ett högre egenvärde.[1]

## Privatbankssedlar i valören 10 kronor

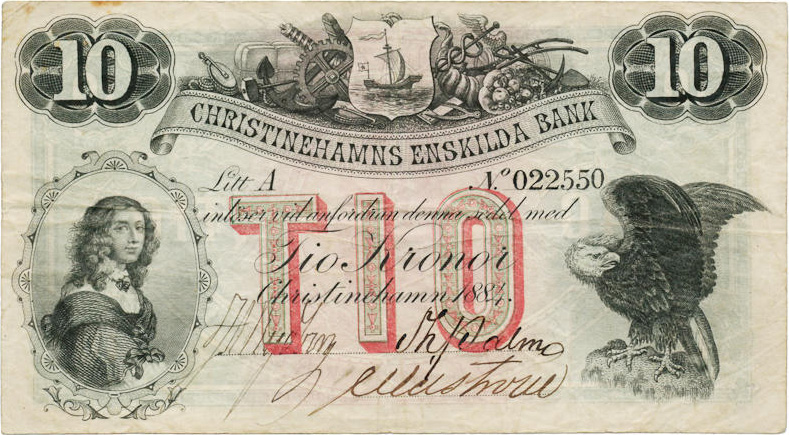
Sedel utgiven av Christinehamns Enskilda Bank

Flera privatbanker lät även under 1800-talet trycka tiokronorssedlar. Sådana utgavs bland annat av Bohus Läns Enskilda Bank, Christinehamns Enskilda Bank, Gotlands Enskilda Bank, Kalmar Enskilda Bank, Uplands Enskilda Bank och Östergötlands Enskilda Bank. Riksbanken fick 1897 ensamrätt på sedelutgivning från och med 1904. De enskilda bankernas sedlar blev samtidigt ogiltiga.